# Conferencia de Evian

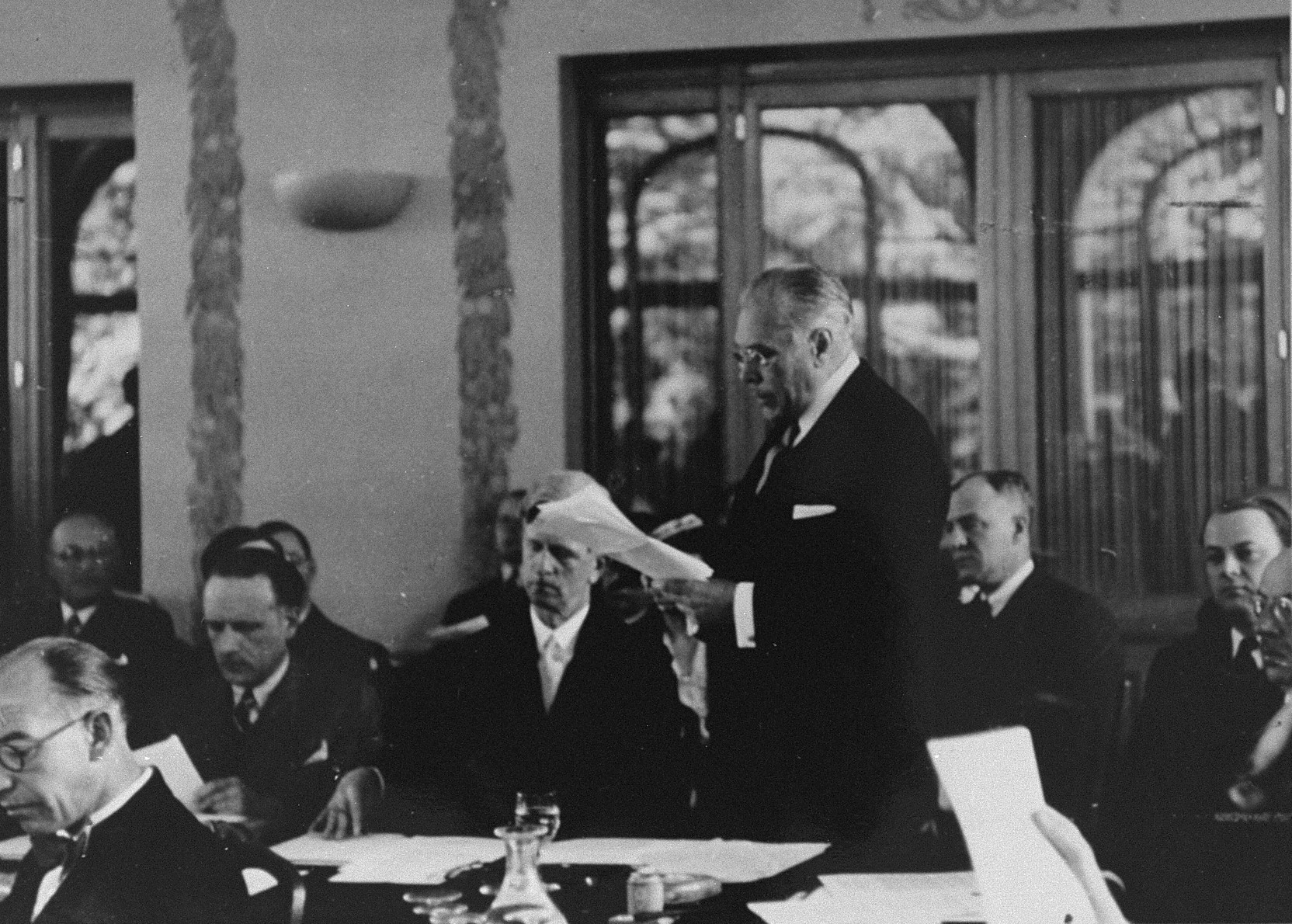
Myron Charles Taylor pronunciando un discurso durante la Conferencia de Evian

La Conferencia de Evian fue una iniciativa del presidente de los Estados Unidos, Franklin Delano Roosevelt. El objetivo de esta reunión fue discutir sobre el problema de los refugiados judíos víctimas de las políticas discriminatorias del régimen nazi. La conferencia duró 9 días y fue realizada en Évian-les-Bains, Francia, entre el 6 y el 15 de julio de 1938 y contó con la presencia de varias delegaciones internacionales.

## Causas de la Conferencia
Desde 1933 que el régimen de Adolf Hitler estaba intentado convertir a Alemania en un país libre de judíos (Judenfrei), por medio de actitudes violentas y una política de exclusión legal, social y económica mediante las Leyes de Núremberg, aprobadas en 1935 y donde la población judía del Tercer Reich prácticamente perdía todos sus derechos. Esto causó que la vida de los casi 600.000 judíos residentes en Alemania fuera muy difícil, obligando a la mayoría a abandonar el país para poder subsistir. Pronto estas medidas discriminatorias surgieron también en Austria producto de la anexión de este país a Alemania en marzo de 1938. En consecuencia y a pesar de los difíciles trámites de salida que debieron afrontar los judíos alemanes y austriacos huyeron varios miles de judíos de ambos países, preferentemente a Estados Unidos, Francia o Gran Bretaña. 
No obstante, los judíos que lograron huir del Tercer Reich eran una minoría debido a las dificultades impuestas por el régimen nazi para todo viaje fuera de sus fronteras, por lo cual una gran cantidad de población judía continuaba viviendo bajo el gobierno hitleriano al no tener opción de salir. Para colmo, muchas naciones se oponían a la recepción de judíos a su territorio, amenazando a tales refugiados con devolverlos a Alemania en caso de migrar ilegalmente. 
Hacia 1937 era ya evidente ante la opinión pública internacional que la población judía de Alemania (una minoría étnica que sumaba más de medio millón de individuos) afrontaba una franca y activa discriminación por parte de su gobierno, vulnerando sus derechos básicos, por lo cual las organizaciones judías más influyentes ejercían un activo lobby para que otros países aceptaran recibir a los judíos alemanes en calidad de refugiados. Este problema hizo surgir la necesidad de reunir en una conferencia a delegaciones internacionales para buscar una solución.

## Asistentes
El gobierno de Estados Unidos, ante las presiones de la comunidad judía estadounidense y el crecimiento del problema de la inmigración ilegal de judíos europeos, junto con el mal efecto de las noticias sobre la política nazi contra los judíos alemanes, acepta convocar a una reunión internacional en la localidad francesa de Évian-les-Bains, cursando invitaciones a cuantos países les fuera posible. Por motivos de alianza política, la Italia Fascista de Mussolini y el Japón rehusaron participar; otros países donde existía un sentimiento popular antijudío como Polonia, Hungría, Rumania, o la Unión Sudafricana solo aceptaron enviar observadores. La Unión Soviética tampoco admitió la invitación.
El gobierno británico solicitó que los Estados Unidos asegurasen que, en el curso de la Conferencia, no se presionaría a ningún Estado para admitir refugiados judíos. Tal requisito fue aceptado por los estadounidenses, quienes a su vez anunciaron que, sea cual fuere el resultado de la Conferencia, sus "cuotas de inmigración" vigentes desde 1924 seguirían vigentes, y no exigirían que otros países cambien sus respectivas cuotas. Por su parte, el gobierno alemán se pronunció alegando que "no se opondría a que otros países liberasen al Reich de la escoria judía".
La Conferencia de Evian contó con la presencia de delegados de 32 países. De los países europeos enviaron representantes Gran Bretaña, Noruega, Dinamarca, Suecia, Países Bajos, Bélgica, Suiza, Francia, e Irlanda. También acudieron oficialmente Canadá, Nueva Zelandia, y Australia. No hubo funcionarios gubernamentales en la delegación de Estados Unidos sino que el gobierno de Franklin D. Roosevelt envió una "misión especial" para esta conferencia.
De los países latinoamericanos enviaron delegaciones Brasil, Bolivia, Argentina, México, Colombia, Venezuela, Chile, Guatemala, Haití, Honduras, Nicaragua, Panamá, Paraguay, Perú, Cuba, Costa Rica, Uruguay y República Dominicana. Tales delegaciones estaban formadas esencialmente por diplomáticos latinoamericanos ya operando en París.
Asistieron también representantes de numerosas entidades judías internacionales, como la Agencia Judía, el Congreso Judío Mundial y la Organización Sionista Revisionista. También asistieron personeros de organizaciones de ayuda a refugiados y representantes de la Sociedad de Naciones. 
Los medios de comunicación también se hicieron presentes, hubo periodistas de diarios tanto europeos como norteamericanos, además de un corresponsal del diario argentino La Prensa. Asistieron personalidades como Chaim Weizmann y Golda Meir, que con el paso de las décadas serían los futuros presidente y primer ministro de Israel respectivamente.

## Desarrollo de la reunión
Durante el desarrollo de la conferencia de Evian, las delegaciones de Gran Bretaña y EE. UU. mostraron signos de simpatía y compasión frente a los refugiados judíos de la Alemania nazi y Austria, reconociendo que la persistencia de la discriminación por motivos religiosos o raciales "aumentaba la inestabilidad internacional" además de "perjudicar las políticas de apaciguamiento".
No obstante, desde el principio las propuestas de ayuda fueron desechadas en tanto los gobiernos británico y estadounidense no mostraban signos de querer ampliar sus cuotas de inmigración para refugiados judíos. Los EE. UU. aceptaron como máxima concesión que su cuota anual de inmigrantes de habla alemana (30.000 al año) sería dedicada en exclusiva a refugiados judíos. Francia advirtió que ya estaba recibiendo numerosos refugiados antinazis no judíos de Alemania e Italia, por lo cual no estaba dispuesta a recibir más inmigrantes a gran escala. Australia señaló que sólo se aceptarían 15.000 refugiados judíos en un plazo de tres años señalando que "no tenemos un problema racial y no deseamos importar uno". Canadá rechazó de plano comprometerse a recibir refugiados judíos. Las excusas iban desde la mala situación económica interna hasta el temor a que una masiva inmigración judía alimentase en antisemitismo en sus respectivos países.
Los enviados de Estados Unidos trataron de influir en los delegados de América Latina pero éstos alegaron también una adversa situación financiera como motivo para no recibir judíos. El nacionalismo y la admiración de gran parte de las oligarquías latinoamericanas por el fascismo y el nazismo se combinaron para rehusar toda alternativa de otorgar amplio refugio a los judíos en América Latina.
Cabe destacar que la única excepción de esta conferencia fue la República Dominicana, que mostró su disposición a aceptar hasta 100.000 refugiados judíos sin mayores requisitos para ello, política aprobada por el dictador Rafael Leónidas Trujillo  como un propósito de congraciarse con los Estados Unidos, sus grandes aliados en esa etapa de su dictadura.

## Consecuencias y logros

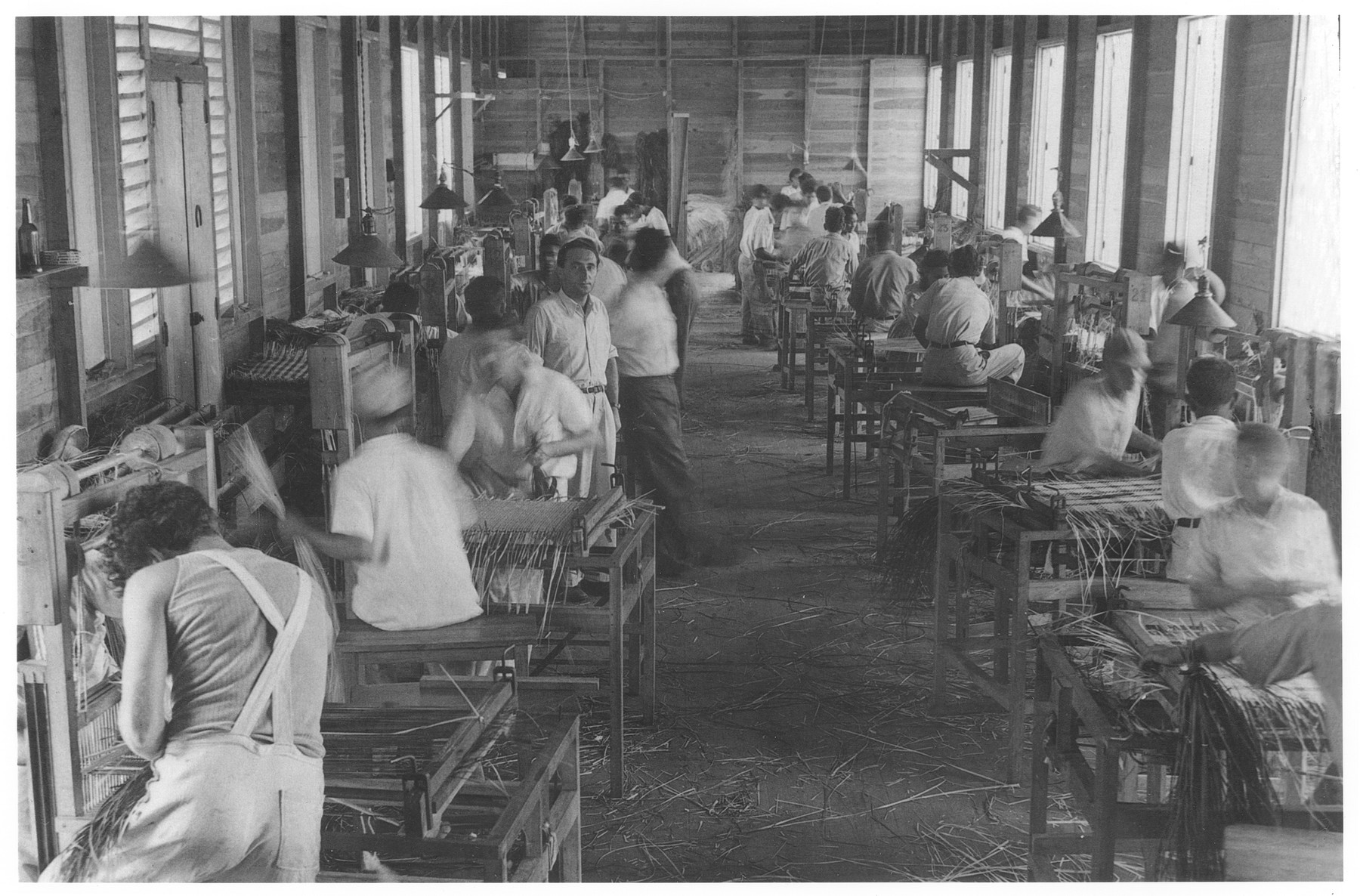
refugiados judios en Sosua trabajan en una fábrica de paja que fabrica bolsos para exportar a Estados Unidos

Frente a este desolador panorama la reunión rindió pocos frutos: se logró que Alemania redujese los trámites de salida para los refugiados judíos, y aunque algunos países latinoamericanos (México y Venezuela) finalmente aceptaron recibir judíos dentro de sus territorios, los números de refugiados permitidos fueron muy bajos. De hecho, la gran mayoría de países asistentes a la Conferencia rechazó facilitar la llegada de los inmigrantes judíos, siendo así inútiles las presiones para que Alemania permitiera la salida de estos.
Incluso en República Dominicana, los difíciles trámites burocráticos que para el tránsito de los refugiados se exigían por parte de los países de origen, causaron que la cifra de inmigrantes judíos fuera de apenas 1.200 individuos, mucho menor a la ofrecida inicialmente por este país insular del Caribe, de recibir hasta 100.000 inmigrantes. Estos finalmente lograron establecerse en el poblado de la costa Norte-Atlántica de Sosúa.
Chaim Weizmann, que sería posteriormente el primer presidente de Israel, frente a esta situación anunció tristemente a un periodista del The Guardian de Londres: «El mundo parece estar dividido en dos partes: Una donde los judíos no pueden vivir y la otra donde no pueden entrar» Inadvertidamente el sionismo se fortaleció como ideología tras esta conferencia y una joven Golda Meir, asistente a la conferencia, declaró en su autobiografía sentirse tras la Conferencia "deseosa de combatir (...) para que mis compatriotas no necesitasen nunca más de la compasión de otros países para sobrevivir".
El gobierno de Adolf Hitler comentó irónicamente que resultaba asombroso como los países extranjeros criticaban al régimen por su trato discriminatorio contra los judíos, pero que ninguno de ellos aceptara recibir judíos como inmigrantes. Es importante mencionar que aún luego de la Noche de los cristales rotos —un pogromo en contra de todo lo que fuera judío, y encausado por las fuerzas de la SA, las SS, y las Juventudes Hitlerianas, en noviembre de 1938— países como Estados Unidos continuaron con su posición de no recibir a inmigrantes judíos encima de sus cuotas anuales.